# Isaac ben Sid
Isaac ben Sid o Ishaq ben Sayyid, també conegut com a Rabí Çag o Rabí Çag aben Cayut, va ser un científic i traductor jueu del segle xiii a la cort d'Alfons X el Savi, que va traduir obres científiques àrabs i hebrees al castellà.

## Vida
Res es coneix de la seva vida, fins al punt que alguns autors l'han identificat amb Don Çag de la Maleha, tresorer i prestador del Rei Savi. En diverses ocasions el rei Alfons el cita anomenant-lo “nuestro sabio”.
Per les dates de les seves obres sabem que va ser actiu entre 1263 i 1277. També sabem que va fer observacions astronòmiques els anys 1263, 1264, 1265 i 1266.

## Obra

### Original
- Les Taules alfonsines, fetes durant nou anys 1263-1272 en col·laboració amb Yehudà ben Moixè.[4] D'aquestes taules només se’n conserven els cànons però no pas les taules pròpiament dites que només coneixem per versions llatines posteriors; curiosament els cànons (en castellà) no serveixen per a interpretar les taules (en llatí).[5]

### Traduccions
Més que de traduccions, es tracta de compilacions que formen part dels Libros del saber de astronomía. No tots els llibres que componen aquesta compilació són d'Isaac ben Sid; se li pot atribuir, amb seguretat, el llibre titulat Quadrante con que rectifican i, probablement, els quatre primers capítols del Libro de la Alcora. Això no obstant, els llibres més significatius atribuïts a Isaac ben Sid són els llibres d'ús i construcció d'instruments astronòmics i de rellotges, que no estan datats:
- Libro de las Armellas
- Libro del astrolabio redondo
- Libro del ataçir
- Libro de la lámina universal
- Relogio de la piedra de la sombra
- Relogio dell agua
- Relogio dell argent vivo
- Palacio de las horas
- Libro del quadrante sennero